# معدن سرب چاه خربزه
معدن سرب چاه خربزه با ذخیره ۱۱۰ هزار تن ماده معدنی سرب و روی در ۳۰ کیلومتری شمال خاوری شهر انارک در استان اصفهان ایران واقع شده‌است.
چاه خربزه معدنی قدیمی در مسیر جندق به انارک، بعد از گذر از چوپانان و پیش از چاه گربه، به موقعیت جغرافیائی طول ۴۵/۹/۵۴ و عرض ۲۱/۲۸/۳۳ درجه است.
قدمت معدن سرب چاه خربزه به زمان قاجاریه می‌رسد. گزارش ارزیابی وضعیت توان و ذخایر معدنی ایران در سال ۱۳۷۷ از وجود معدن طلا در این منطقه یاد نموده‌است.